# Folgefonna-Nationalpark
Der Folgefonna-Nationalpark (norwegisch Folgefonna nasjonalpark) ist ein 545 km² großer Nationalpark im Südwesten Norwegens. Der Park gehört zu den Gemeinden Etne, Kvinnherad und Ullensvang in der Provinz Vestland.
Er wurde 2005 gegründet, um die einzigartige Gletscherlandschaft mit seiner großen Artenvielfalt und seinen unterschiedlichen Ökosystemen zu schützen. An den Nationalpark grenzen die Naturschutzgebiete Bondhusdalen, Buer und Hattebergsdalen. Der Folgefonna-Gletscher ist der drittgrößte Gletscher Norwegens.

## Geografie, Landschaft und Geologie
Der Nationalpark erstreckt sich, mit wenigen Ausnahmen, über den gesamten Gletscher und die sich darum befindende Landschaft, da beide Teile eine charakteristische Gletscherflora und -geologie aufweisen.
Westlich des Parks liegt der Sildafjorden und die Reichsstraße 48, östlich der Sørfjorden und die Reichsstraßen 13 und 550. Im Süden verläuft die Haukelivegen. Der Folgefonntunnel unterquert den Gletscher und führt durch Teile des Nationalparks.

## Flora und Fauna
Das feuchte Klima und die Böden im Nationalpark gewähren eine relativ vielfältige Vegetation. Die am weitesten verbreiteten Pflanzen sind Dreiblatt-Binse, Kraut-Weide, Steife Segge und Moosbeere, regelmäßig kommt die Pflanzengesellschaft des Kleinseggenrieds vor. Die üppigste Vegetation tragen die regenreichen Gebiete westlich des Gletschers. Vom Meer bis zur Baumgrenze wachsen dort auch Pflanzen wie Roter Fingerhut, Beinbrech, Glocken-Heide, Rippenfarn, Bergfarn und Wald-Hainsimse. Eher selten sind zudem Strauß-Steinbrech und Purpur-Enzian anzutreffen.
Das größte Säugetier im Park ist der Rothirsch, der in den Bergwäldern westlich des Gletschers sehr zahlreich vorkommt. Die am weitesten verbreiteten Vögel im Park sind Alpenschneehuhn, Wiesenpieper, Steinadler, und Raufußbussard. In den größtenteils unberührten Küstenwäldern lebt zudem der Weißrückenspecht.

## Tourismus und Verwaltung
Der Nationalpark ist ein beliebtes Ski- und Wandergebiet. Der norwegische Wanderverein Den Norske Turistforening (DNT) unterhält zahlreiche Wege sowie die Übernachtungshütten Sauabrehytta, Fonnabu, Breidablikk und Holmaskjer.

## Bildergalerie

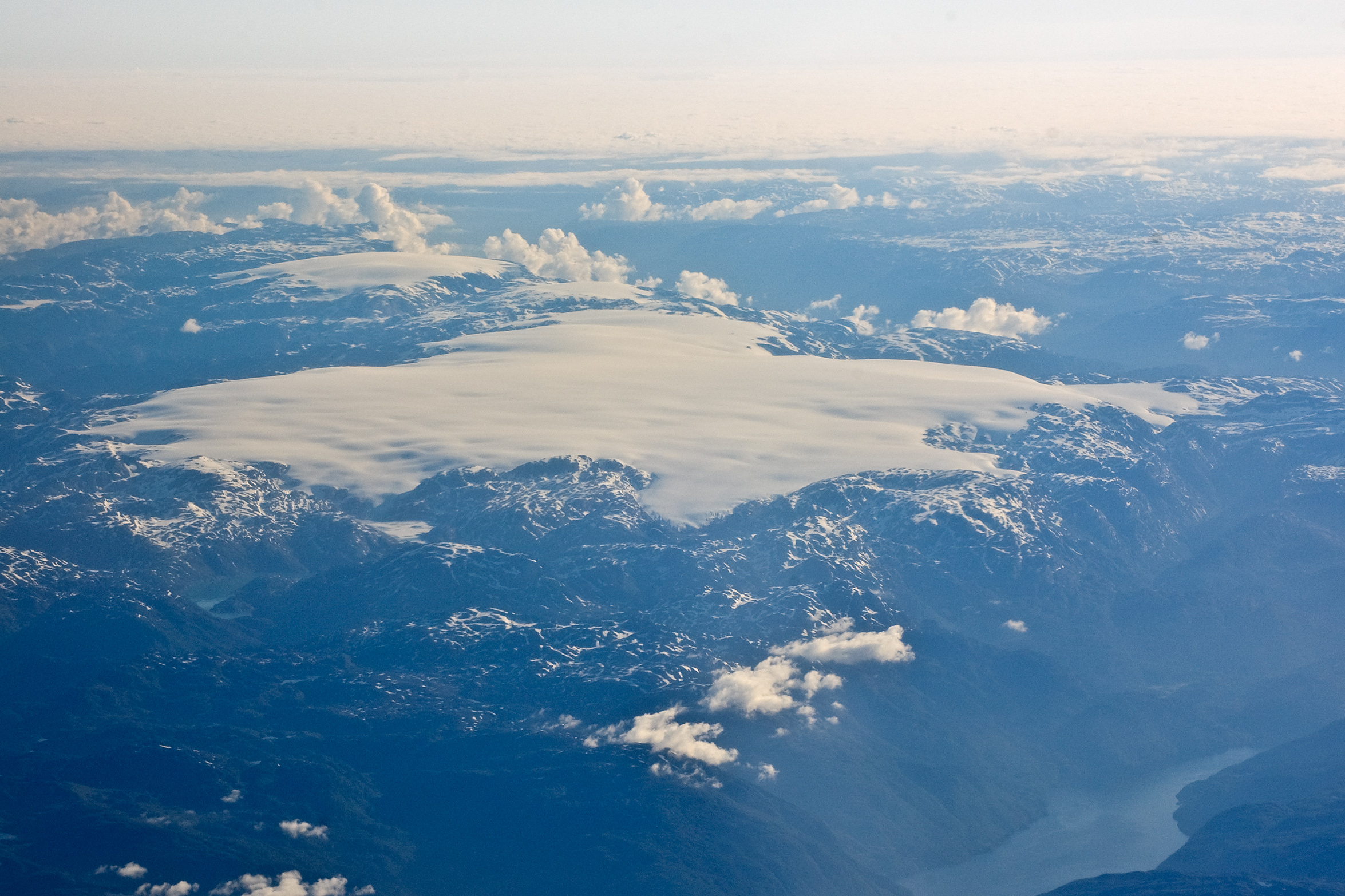
Luftbild des Folgefonna
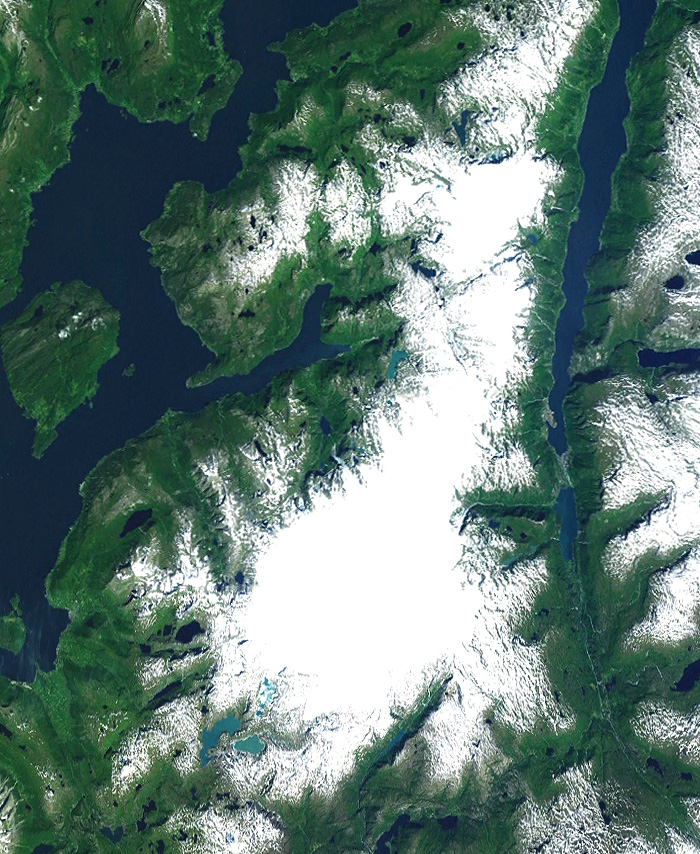
Satellitenbild des Folgefonna
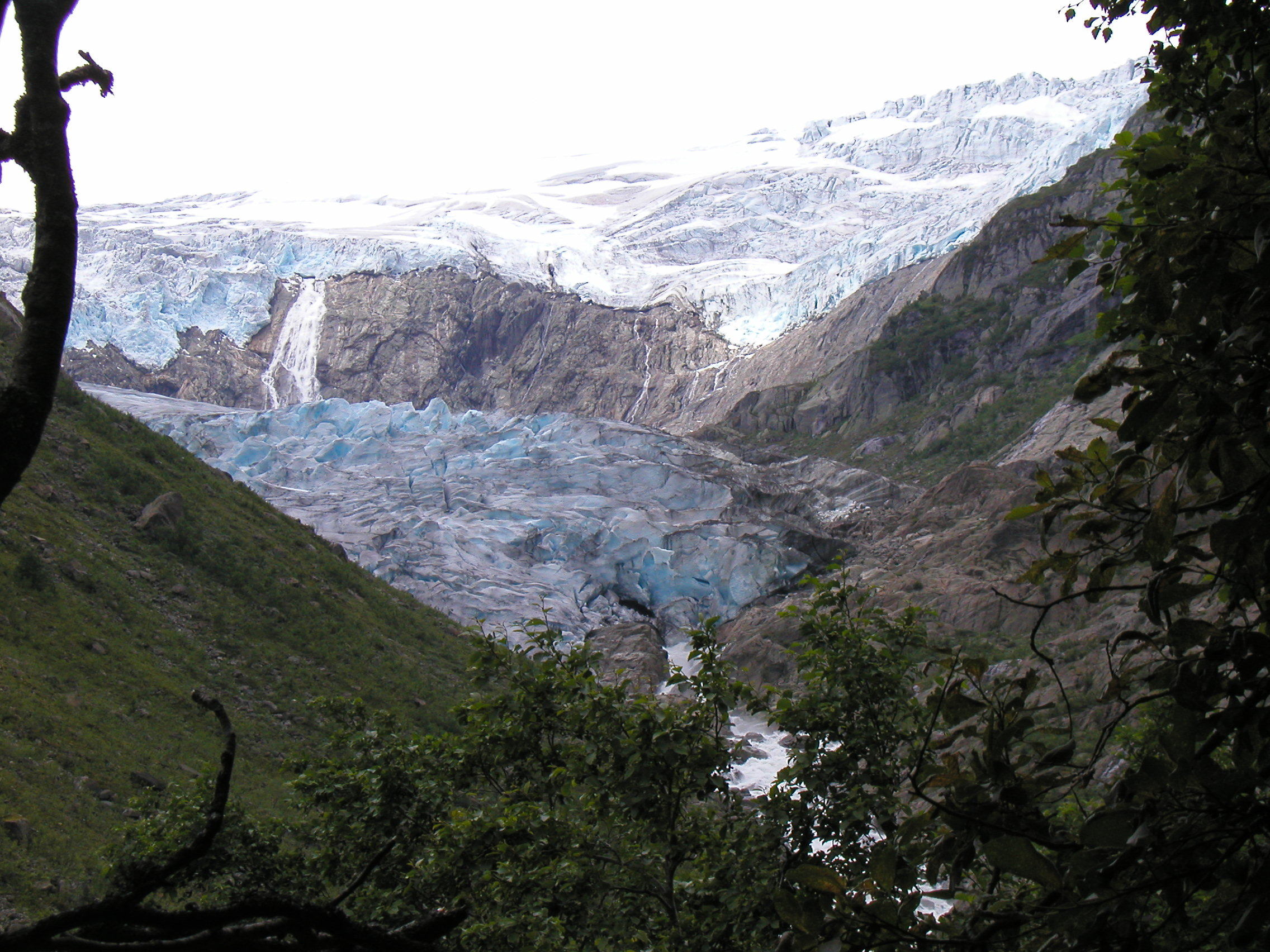
Die Gletscherzunge Buerbreen des Folgefonna
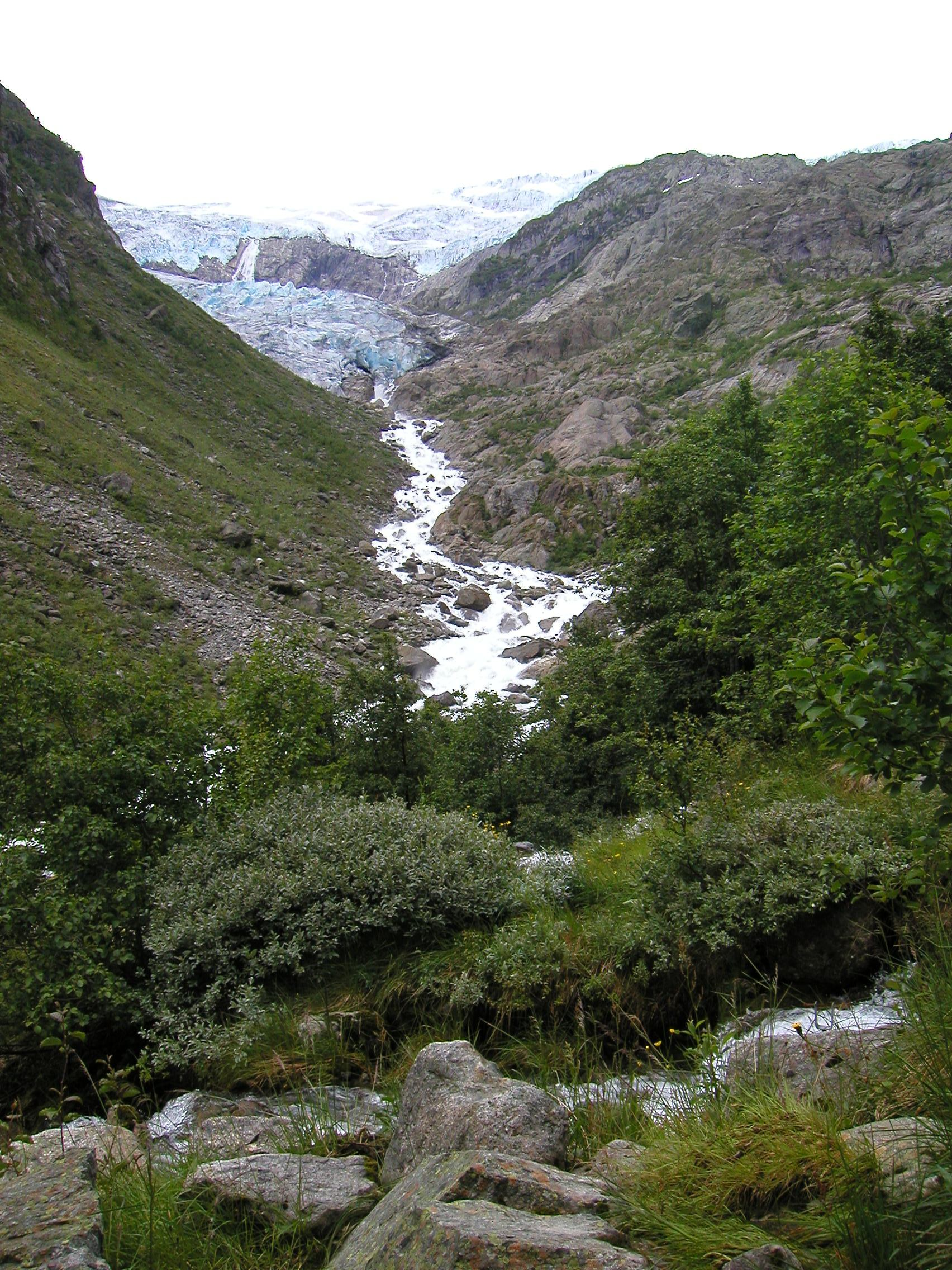
Der Folgefonna mit der Gletscherzunge Buerbreen und dem Schmelzwasserbach
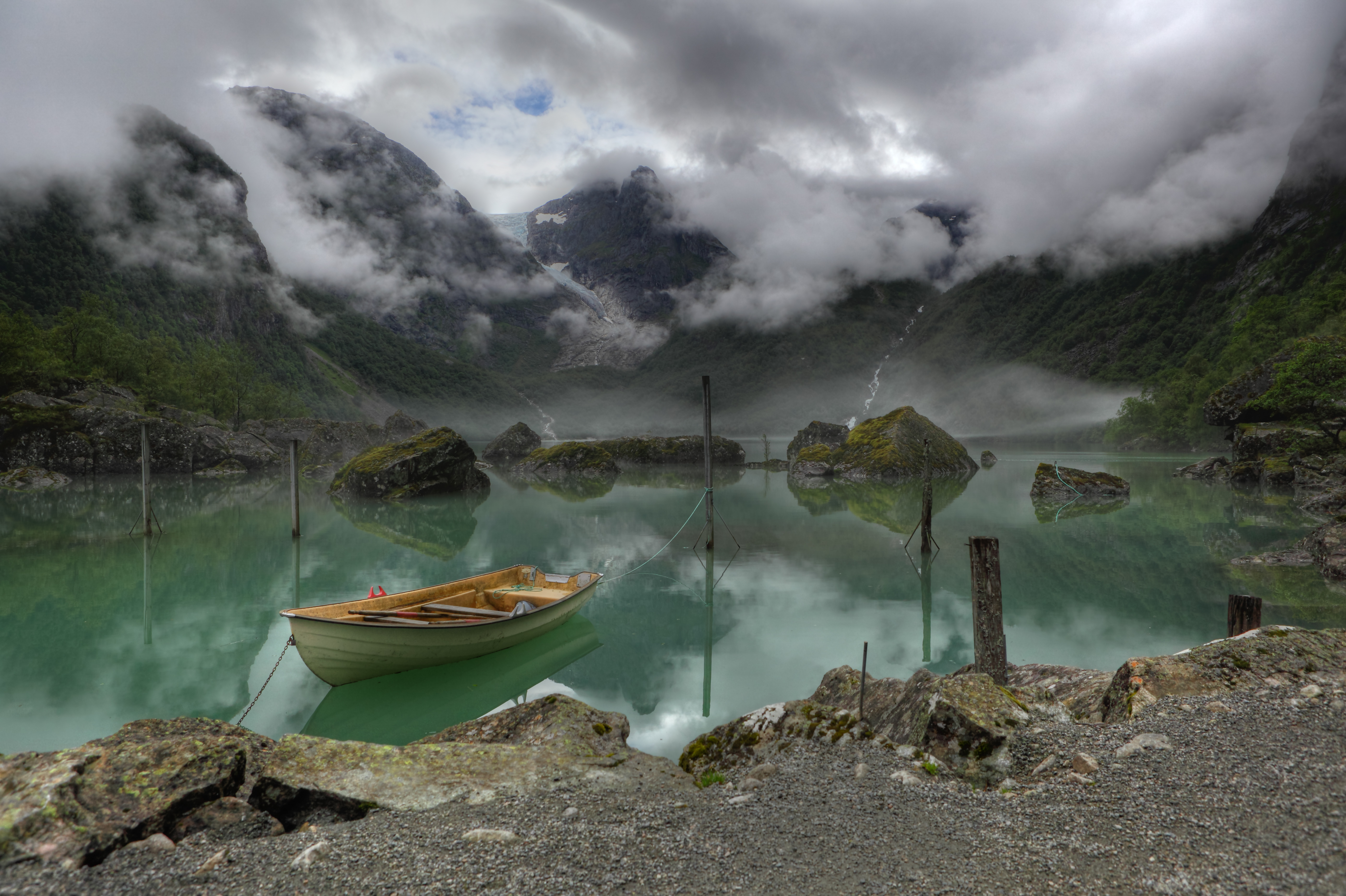
Der Bondhussee mit Blick auf die Bondhus-Gletscherzunge